# AFC Champions League 2013
La AFC Champions League 2013 è stata la 32ª edizione della massima competizione calcistica per club dell'Asia. Il Guangzhou Evergrande ha vinto il titolo per la prima volta, battendo in finale il FC Seoul e qualificandosi per la Coppa del mondo per club FIFA 2013. L'Ulsan Hyundai, squadra campione uscente, non ha potuto difendere il titolo per essersi classificata solo al quinto posto nel campionato coreano.

## Federazioni partecipanti
Il 29 novembre 2012 l'AFC ha reso noti i criteri per la qualificazione delle varie nazioni alla AFC Champions League.
| Valutazione per la AFC Champions League 2013 | Valutazione per la AFC Champions League 2013        |
| -------------------------------------------- | --------------------------------------------------- |
|                                              | Rispetta i criteri(> 600 punti)                     |
|                                              | Non rispetta i criteri, ma qualifica delle squadre  |
|                                              | Non rispetta i criteri, nessuna squadra qualificata |

| Membro Associazione | Punti  | Squadre       | Squadre  | Squadre        |
| Membro Associazione | Punti  | Fase a gironi | Play-off | Coppa dell'AFC |
| ------------------- | ------ | ------------- | -------- | -------------- |
| Arabia Saudita      | 860,5  | 4             | 0        | 0              |
| Qatar               | 838,2  | 4             | 0        | 0              |
| Iran                | 813,5  | 3             | 1        | 0              |
| Emirati Arabi Uniti | 750,2  | 2             | 2        | 0              |
| Uzbekistan          | 680,8  | A2            | 1        | 0              |
| India               | −106,4 | 0             | 0        | 2              |
| Giordania           | −128,7 | 0             | 0        | 2              |
| Totale              | Totale | 14A           | 4        | 4              |

| Membro Associazione | Punti  | Squadre       | Squadre  | Squadre        |
| Membro Associazione | Punti  | Fase a gironi | Play-off | Coppa dell'AFC |
| ------------------- | ------ | ------------- | -------- | -------------- |
| Giappone            | 946,8  | 4             | 0        | 0              |
| Corea del Sud       | 886,6  | 4             | 0        | 0              |
| Cina                | 796,7  | 4             | 0        | 0              |
| Australia           | 567,0  | 1             | 1        | 0              |
| Thailandia          | 177,2  | 1             | 1        | 0              |
| Singapore           | −135,1 | 0             | 0        | 2              |
| Vietnam             | −815,7 | 0             | 0        | 2              |
| Totale              | Totale | A15           | 2        | 4              |

Note
- A Una delle squadre dell'Uzbekistan qualificate alla fase a gironi è stata spostata nella zona dell'Asia Orientale.

## Squadre qualificate
| Qualificate direttamente alla fase a gironi: Asia Occidentale (Gruppi A–D) | Qualificate direttamente alla fase a gironi: Asia Occidentale (Gruppi A–D)             | Qualificate direttamente alla fase a gironi: Asia Occidentale (Gruppi A–D) | Qualificate direttamente alla fase a gironi: Asia Occidentale (Gruppi A–D) |
| Squadra                                                                    | Metodo qualificazione                                                                  | Pres.                                                                      | Ultima presenza                                                            |
| -------------------------------------------------------------------------- | -------------------------------------------------------------------------------------- | -------------------------------------------------------------------------- | -------------------------------------------------------------------------- |
| Sepahan                                                                    | vincitore Persian Gulf Cup 2011-2012                                                   | 9                                                                          | 2012                                                                       |
| Esteghlal                                                                  | vincitore Hazfi Cup 2011-2012                                                          | 6                                                                          | 2012                                                                       |
| Tractor Sazi                                                               | 2° Persian Gulf Cup 2011-2012                                                          | 1                                                                          |                                                                            |
| Lekhwiya                                                                   | vincitore Qatar Stars League 2011-2012                                                 | 2                                                                          | 2012                                                                       |
| Al-Gharafa                                                                 | vincitore Emir of Qatar Cup 2012                                                       | 8                                                                          | 2012                                                                       |
| Al Jaish                                                                   | 2º posto Qatar Stars League 2011-2012                                                  | 1                                                                          |                                                                            |
| Al-Rayyan                                                                  | 3º posto Qatar Stars League 2011-2012                                                  | 5                                                                          | 2012                                                                       |
| Al-Shabab                                                                  | vincitore Saudi Professional League 2011-2012                                          | 7                                                                          | 2011                                                                       |
| Al-Ahli                                                                    | vincitore King Cup of Champions 2012 secondo posto Saudi Professional League 2011-2012 | 6                                                                          | 2012                                                                       |
| Al-Hilal                                                                   | 3º posto Saudi Professional League 2011-2012                                           | 9°                                                                         | 2012                                                                       |
| Al-Ettifaq                                                                 | 4º posto Saudi Professional League 2011-2012                                           | 3                                                                          | 2012                                                                       |
| Al-Ain                                                                     | vincitore UAE Pro-League 2011-2012                                                     | 8                                                                          | 2011                                                                       |
| Al-Jazira                                                                  | vincitore Coppa del Presidente degli Emirati Arabi Uniti 2011-2012                     | 5                                                                          | 2012                                                                       |
| Bunyodkor†                                                                 | 2º posto Oliy Liga 2012                                                                | 6                                                                          | 2012                                                                       |
| Qualificati per i play-off: Asia Occidentale                               |                                                                                        |                                                                            |                                                                            |
| Lokomotiv Tashkent                                                         | 3º posto Oliy Liga 2012                                                                | 1                                                                          |                                                                            |
| Saba Qom                                                                   | 4º posto Persian Gulf Cup 2011-2012                                                    | 3                                                                          | 2009                                                                       |
| Al-Nasr                                                                    | 2º posto UAE Pro-League 2011-2012                                                      | 2                                                                          | 2012                                                                       |
| Al-Shabab                                                                  | 3º posto UAE Pro-League 2011-2012                                                      | 3                                                                          | 2012                                                                       |

| Qualificate direttamente alla fase a gironi: Asia Orientale(Gruppi E–H) | Qualificate direttamente alla fase a gironi: Asia Orientale(Gruppi E–H) | Qualificate direttamente alla fase a gironi: Asia Orientale(Gruppi E–H) | Qualificate direttamente alla fase a gironi: Asia Orientale(Gruppi E–H) |
| Team                                                                    | Metodo qualificazione                                                   | Pres.                                                                   | Ultima presenza                                                         |
| ----------------------------------------------------------------------- | ----------------------------------------------------------------------- | ----------------------------------------------------------------------- | ----------------------------------------------------------------------- |
| Central Coast Mariners                                                  | vincitore A-League 2011-2012                                            | 3                                                                       | 2012                                                                    |
| Guangzhou Evergrande                                                    | vincitore Chinese Super League 2012                                     | 2                                                                       | 2012                                                                    |
| Jiangsu Sainty                                                          | 2º posto Chinese Super League 2012                                      | 1                                                                       |                                                                         |
| Guizhou Renhe                                                           | 4º posto Chinese Super League 2012                                      | 1                                                                       |                                                                         |
| Beijing Guoan                                                           | 3º posto Chinese Super League 2012                                      | 5                                                                       | 2012                                                                    |
| Sanfrecce Hiroshima                                                     | vincitore J. League Division 1 2012                                     | 2                                                                       | 2010                                                                    |
| Kashiwa Reysol                                                          | vincitore Coppa dell'Imperatore 2012                                    | 2                                                                       | 2012                                                                    |
| Vegalta Sendai                                                          | 2º posto J. League Division 1 2012                                      | 1°                                                                      |                                                                         |
| Urawa Red Diamonds                                                      | 3º posto J. League Division 1 2012                                      | 3                                                                       | 2008                                                                    |
| Jeonbuk Hyundai                                                         | 2º posto K-League 2012                                                  | 7                                                                       | 2012                                                                    |
| Pohang Steelers                                                         | vincitore Korean FA Cup 2012                                            | 5°                                                                      | 2012                                                                    |
| FC Seoul                                                                | vincitore K-League 2012                                                 | 5                                                                       | 2012                                                                    |
| Suwon Samsung Bluewings                                                 | 4º posto K-League 2012                                                  | 5                                                                       | 2011                                                                    |
| Pakhtakor†                                                              | vincitore Oliy Liga 2012 vincitore Uzbekistan Cup 2012                  | 11                                                                      | 2012                                                                    |
| Muangthong United                                                       | vincitore Thai Premier League 2012                                      | 3°                                                                      | 2011                                                                    |
| Qualificati per i play-off: Asia Orientale                              |                                                                         |                                                                         |                                                                         |
| Buriram United                                                          | vincitore Thai FA Cup 2012                                              | 3                                                                       | 2012                                                                    |
| Brisbane Roar                                                           | vincitore A-League Grand Final 2012                                     | 2                                                                       | 2012                                                                    |

Note
- * Numero di apparizioni (inclusi i play-off) dalla stagione 2002-2003 in poi, quando la competizione fu rinominata AFC Champions League.
- † Una delle squadre dell'Uzbekistan qualificate alla fase a girone è stata spostata nella zona dell'Asia Orientale.

## Calendario
Scheda delle partite per la competizione 2013 .
| Fase          | Round            | Data sorteggio                           | Prima partita            | Seconda partita          |
| ------------- | ---------------- | ---------------------------------------- | ------------------------ | ------------------------ |
| Play-off      | Finali           | 6 dicembre 2012 (Kuala Lumpur, Malaysia) | 9 febbraio 2013          | 9 febbraio 2013          |
| Fase a gironi | 1ª giornata      | 6 dicembre 2012 (Kuala Lumpur, Malaysia) | 26–27 febbraio 2013      | 26–27 febbraio 2013      |
| Fase a gironi | 2ª giornata      | 6 dicembre 2012 (Kuala Lumpur, Malaysia) | 12–13 marzo 2013         | 12–13 marzo 2013         |
| Fase a gironi | 3ª giornata      | 6 dicembre 2012 (Kuala Lumpur, Malaysia) | 2–3 aprile 2013          | 2–3 aprile 2013          |
| Fase a gironi | 4ª giornata      | 6 dicembre 2012 (Kuala Lumpur, Malaysia) | 9–10 aprile 2013         | 9–10 aprile 2013         |
| Fase a gironi | 5ª giornata      | 6 dicembre 2012 (Kuala Lumpur, Malaysia) | 23–24 aprile 2013        | 23–24 aprile 2013        |
| Fase a gironi | 6ª giornata      | 6 dicembre 2012 (Kuala Lumpur, Malaysia) | 30 aprile–1º maggio 2013 | 30 aprile–1º maggio 2013 |
| Fase finale   | Ottavi di finale | 6 dicembre 2012 (Kuala Lumpur, Malaysia) | 14–15 maggio 2013        | 21–22 maggio 2013        |
| Fase finale   | Quarti di finale | 20 giugno 2013 (Kuala Lumpur, Malaysia)  | 21 agosto 2013           | 18 settembre 2013        |
| Fase finale   | Semifinali       | 20 giugno 2013 (Kuala Lumpur, Malaysia)  | 25 settembre 2013        | 2 ottobre 2013           |
| Fase finale   | Finale           | 20 giugno 2013 (Kuala Lumpur, Malaysia)  | 25 o 26 ottobre 2013     | 8 o 9 novembre 2013      |

## Play-off
I sorteggi per i play-off sono stati effettuati il 6 dicembre 2012. I vincitori avanzano alla fase a gironi.
| Squadra 1        | Risultato         | Squadra 2          |
| Asia Occidentale | Asia Occidentale  | Asia Occidentale   |
| ---------------- | ----------------- | ------------------ |
| Saba Qom         | 1 – 1 (4 – 5 dtr) | Al-Shabab          |
| Al-Nasr          | 3 – 2             | Lokomotiv Tashkent |
| Asia Orientale   |                   |                    |
| Buriram United   | 0 – 0 (3 - 0 dtr) | Brisbane Roar      |

## Fase a gironi
Il sorteggio per la fase a gironi si è svolto il 6 dicembre 2012. Squadre della stessa nazione non potevano essere sorteggiate nello stesso girone. Le prime due di ogni girone avanzano alla fase a eliminazione diretta.

### Gruppo A
| Squadra      | Pt. | G | V | N | P | GF | GS | DR |
| ------------ | --- | - | - | - | - | -- | -- | -- |
| Al-Shabab    | 13  | 6 | 4 | 1 | 1 | 7  | 5  | +2 |
| Al Jaish     | 11  | 6 | 3 | 2 | 1 | 14 | 9  | +5 |
| Al-Jazira    | 5   | 6 | 1 | 2 | 3 | 7  | 10 | -3 |
| Tractor Sazi | 4   | 6 | 1 | 1 | 4 | 8  | 12 | -4 |

|              | SHB   | JAZ   | TRA   | JSH   |
| ------------ | ----- | ----- | ----- | ----- |
| Al-Shabab    | —     | 2 – 1 | 1 – 0 | 2 – 0 |
| Al-Jazira    | 1 – 1 | —     | 2 – 0 | 1 – 1 |
| Tractor Sazi | 0 – 1 | 3 – 1 | —     | 2 – 4 |
| Al Jaish     | 3 – 0 | 3 – 1 | 3 – 3 | —     |

### Gruppo B
| Squadra         | Pt. | G | V | N | P | GF | GS | DR |
| --------------- | --- | - | - | - | - | -- | -- | -- |
| Lekhwiya        | 11  | 6 | 3 | 2 | 1 | 10 | 7  | +3 |
| Al Shabab Dubai | 9   | 6 | 3 | 0 | 3 | 8  | 9  | -1 |
| Al-Ettifaq      | 7   | 6 | 2 | 1 | 2 | 6  | 5  | +1 |
| Paxtakor        | 7   | 6 | 2 | 1 | 2 | 6  | 9  | -3 |

|                 | LEK   | ETT   | PAX   | ASD   |
| --------------- | ----- | ----- | ----- | ----- |
| Lekhwiya        | —     | 2 – 0 | 3 – 1 | 2 – 1 |
| Al-Ettifaq      | 0 – 0 | —     | 2 – 0 | 4 – 1 |
| Paxtakor        | 2 – 2 | 1 – 0 | —     | 1 – 2 |
| Al Shabab Dubai | 3 – 1 | 1 – 0 | 0 – 1 | —     |

### Gruppo C
| Squadra    | Pt. | G | V | N | P | GF | GS | DR |
| ---------- | --- | - | - | - | - | -- | -- | -- |
| Al-Ahli    | 14  | 6 | 4 | 2 | 0 | 16 | 8  | +8 |
| Al-Gharafa | 10  | 6 | 3 | 1 | 2 | 13 | 11 | +2 |
| Sepahan    | 9   | 6 | 3 | 0 | 3 | 12 | 13 | -1 |
| Al-Nasr SC | 1   | 6 | 0 | 1 | 5 | 7  | 16 | -9 |

|            | SEP   | GHA   | AHL   | NAS   |
| ---------- | ----- | ----- | ----- | ----- |
| Sepahan    | —     | 3 – 1 | 2 – 4 | 3 – 0 |
| Al-Gharafa | 3 – 1 | —     | 2 – 2 | 3 – 1 |
| Al-Ahli    | 4 – 1 | 2 – 0 | —     | 2 – 2 |
| Al-Nasr SC | 1 – 2 | 2 – 4 | 1 – 2 | —     |

### Gruppo D
| Squadra   | Pt. | G | V | N | P | GF | GS | DR |
| --------- | --- | - | - | - | - | -- | -- | -- |
| Esteghlal | 13  | 6 | 4 | 1 | 1 | 11 | 5  | +6 |
| Al-Hilal  | 12  | 6 | 4 | 0 | 2 | 10 | 6  | +4 |
| Al-Ain    | 6   | 6 | 2 | 0 | 4 | 6  | 9  | -3 |
| Al-Rayyan | 4   | 6 | 1 | 1 | 4 | 7  | 14 | -7 |

|           | AIN   | EST   | RAY   | HIL   |
| --------- | ----- | ----- | ----- | ----- |
| Al-Ain    | —     | 0 – 1 | 2 – 1 | 3 – 1 |
| Esteghlal | 2 – 0 | —     | 3 – 0 | 0 – 1 |
| Al-Rayyan | 2 – 1 | 3 – 3 | —     | 0 – 2 |
| Al-Hilal  | 2 – 0 | 1 – 2 | 3 – 1 | —     |

### Gruppo E
| Squadra        | Pt. | G | V | N | P | GF | GS | DR |
| -------------- | --- | - | - | - | - | -- | -- | -- |
| FC Seoul       | 11  | 6 | 3 | 2 | 1 | 11 | 5  | +6 |
| Buriram United | 7   | 6 | 1 | 4 | 1 | 6  | 6  | 0  |
| Jiangsu Sainty | 7   | 6 | 2 | 1 | 3 | 5  | 10 | -5 |
| Vegalta Sendai | 6   | 6 | 1 | 3 | 2 | 5  | 6  | -1 |

|                | SEO   | BUR   | SEN   | JIA   |
| -------------- | ----- | ----- | ----- | ----- |
| FC Seoul       | —     | 2 – 2 | 2 – 1 | 5 – 1 |
| Buriram PEA    | 0 – 0 | —     | 1 – 1 | 2 – 0 |
| Vegalta Sendai | 1 – 0 | 1 – 1 | —     | 1 – 2 |
| Jiangsu Sainty | 0 – 2 | 2 – 0 | 0 – 0 | —     |

### Gruppo F
| Squadra                | Pt. | G | V | N | P | GF | GS | DR  |
| ---------------------- | --- | - | - | - | - | -- | -- | --- |
| Guangzhou Evergrande   | 11  | 6 | 3 | 2 | 1 | 14 | 5  | +9  |
| Jeonbuk Hyundai Motors | 10  | 6 | 2 | 4 | 0 | 10 | 6  | +4  |
| Urawa Red Diamonds     | 10  | 6 | 3 | 1 | 2 | 11 | 11 | 0   |
| Muangthong United      | 1   | 6 | 0 | 1 | 5 | 4  | 17 | -13 |

|                        | GUA   | JEO   | MUA   | URA   |
| ---------------------- | ----- | ----- | ----- | ----- |
| Guangzhou Evergrande   | —     | 0 – 0 | 4 – 0 | 3 – 0 |
| Jeonbuk Hyundai Motors | 1 – 1 | —     | 2 – 0 | 2 – 2 |
| Muangthong United      | 1 – 4 | 2 – 2 | —     | 0 – 1 |
| Urawa Red Diamonds     | 3 – 2 | 1 – 3 | 4 – 1 | —     |

### Gruppo G
| Squadra             | Pt. | G | V | N | P | GF | GS | DR |
| ------------------- | --- | - | - | - | - | -- | -- | -- |
| Bunyodkor           | 10  | 6 | 2 | 4 | 0 | 6  | 3  | +3 |
| Beijing Guoan       | 9   | 6 | 2 | 3 | 1 | 4  | 2  | +2 |
| Pohang Steelers     | 7   | 6 | 1 | 4 | 1 | 5  | 6  | -1 |
| Sanfrecce Hiroshima | 3   | 6 | 0 | 3 | 3 | 2  | 6  | -4 |

|                     | HIR   | BEI   | POH   | BUN   |
| ------------------- | ----- | ----- | ----- | ----- |
| Sanfrecce Hiroshima | —     | 0 – 0 | 0 – 1 | 0 – 2 |
| Beijing Guoan       | 2 – 1 | —     | 2 – 0 | 0 – 1 |
| Pohang Steelers     | 1 – 1 | 0 – 0 | —     | 1 – 1 |
| Bunyodkor           | 0 – 0 | 0 – 0 | 2 – 2 | —     |

### Gruppo H
| Squadra                 | Pt. | G | V | N | P | GF | GS | DR  |
| ----------------------- | --- | - | - | - | - | -- | -- | --- |
| Kashiwa Reysol          | 14  | 6 | 4 | 2 | 0 | 14 | 4  | +10 |
| Central Coast Mariners  | 7   | 6 | 2 | 1 | 3 | 5  | 9  | -4  |
| Guizhou Renhe           | 6   | 6 | 1 | 3 | 2 | 6  | 7  | -1  |
| Suwon Samsung Bluewings | 4   | 6 | 0 | 4 | 2 | 4  | 9  | -5  |

|                         | CCM   | KAS   | GUI   | SUW   |
| ----------------------- | ----- | ----- | ----- | ----- |
| Central Coast Mariners  | —     | 0 – 3 | 2 – 1 | 0 – 0 |
| Kashiwa Reysol          | 3 – 1 | —     | 1 – 1 | 0 – 0 |
| Guizhou Renhe           | 2 – 1 | 0 – 1 | —     | 2 – 2 |
| Suwon Samsung Bluewings | 0 – 1 | 2 – 6 | 0 – 0 | —     |

## Fase a eliminazione diretta
I turni della fase a eliminazione diretta prevedono partite di andata e ritorno.

### Ottavi di finale
| Squadra 1              | Totale | Squadra 2            | Andata | Ritorno |
| ---------------------- | ------ | -------------------- | ------ | ------- |
| Al-Gharafa             | 1 – 5  | Al-Shabab            | 1 – 2  | 0 – 3   |
| Al Jaish               | 1 – 3  | Al-Ahli              | 1 – 1  | 0 – 2   |
| Al-Hilal               | 2 – 3  | Lekhwiya             | 0 – 1  | 2 – 2   |
| Al Shabab Dubai        | 2 – 4  | Esteghlal            | 2 – 4  | 0 – 0   |
| Beijing Guoan          | 1 – 3  | FC Seoul             | 0 – 0  | 1 – 3   |
| Buriram United         | 2 – 1  | Bunyodkor            | 2 – 1  | 0 – 0   |
| Central Coast Mariners | 1 – 5  | Guangzhou Evergrande | 1 – 2  | 0 – 3   |
| Jeonbuk Hyundai Motors | 2 – 5  | Kashiwa Reysol       | 0 – 2  | 2 – 3   |

### Quarti di finale
| Squadra 1            | Totale      | Squadra 2      | Andata | Ritorno |
| -------------------- | ----------- | -------------- | ------ | ------- |
| Al-Ahli              | 1 – 2       | FC Seoul       | 1 – 1  | 0 – 1   |
| Esteghlal            | 3 – 1       | Buriram United | 1 – 0  | 2 – 1   |
| Kashiwa Reysol       | 3 – 3 (gfc) | Al-Shabab      | 1 – 1  | 2 – 2   |
| Guangzhou Evergrande | 6 – 1       | Lekhwiya       | 2 – 0  | 4 – 1   |

### Semifinali
| Squadra 1      | Totale | Squadra 2            | Andata | Ritorno |
| -------------- | ------ | -------------------- | ------ | ------- |
| Kashiwa Reysol | 1 – 8  | Guangzhou Evergrande | 1 – 4  | 0 – 4   |
| FC Seoul       | 4 – 2  | Esteghlal            | 2 – 0  | 2 – 2   |

### Finale
| Squadra 1 | Totale      | Squadra 2            | Andata | Ritorno |
| --------- | ----------- | -------------------- | ------ | ------- |
| FC Seoul  | 3 – 3 (gfc) | Guangzhou Evergrande | 2 – 2  | 1 – 1   |

La finale della AFC Champions League 2013 ha visto i cinesi del Guangzhou Evergrande guidati dall'italiano Marcello Lippi sconfiggere i sudcoreani del FC Seoul guidati da Choi Yong-soo, grazie al maggior numero di gol segnati in trasferta. Il Guangzhou Evergrande si è qualificato per la Coppa del mondo per club FIFA 2013.

#### Andata
| Arbitro: | Ravshan Irmatov |

|                             |           |                         |
| Escudero 12’ Damjanović 83’ | Marcatori | 30’ Elkeson 59’ Gao Lin |

| FC Seoul | Guangzhou Evergrande |

| FC Seoul: 5–2–3 |    |                    |  |     |
|                 |    |                    |  |     |
| GK              | 1  | Kim Yong-Dae       |  |     |
| DF              | 2  | Choi Hyo-Jin       |  |     |
| DF              | 4  | Kim Ju-Young       |  |     |
| DF              | 6  | Kim Jin-kyu        |  |     |
| DF              | 8  | Adilson dos Santos |  |     |
| DF              | 21 | Ko Yo-Han          |  | 77’ |
| MF              | 16 | Ha Dae-Sung (c)    |  |     |
| MF              | 22 | Koh Myong-Jin      |  |     |
| FW              | 9  | Sergio Escudero    |  |     |
| FW              | 10 | Dejan Damjanović   |  |     |
| FW              | 11 | Mauricio Molina    |  |     |
| Sostituzioni    |    |                    |  |     |
| GK              | 31 | Yu Sang-Hun        |  |     |
| DF              | 7  | Kim Chi-Woo        |  |     |
| MF              | 17 | Choi Hyun-Tae      |  |     |
| MF              | 24 | Yun Il-Lok         |  | 77’ |
| MF              | 29 | Lee Sang-Hyeob     |  |     |
| MF              | 33 | Choi Tae-Uk        |  |     |
| FW              | 18 | Kim Hyun-Sung      |  |     |
| Allenatore      |    |                    |  |     |
| Choi Yong-soo   |    |                    |  |     |

| Guangzhou Evergrande: 4-3-3 |    |                |  |     |
|                             |    |                |  |     |
| GK                          | 19 | Zeng Cheng     |  |     |
| DF                          | 5  | Zhang Linpeng  |  |     |
| DF                          | 6  | Feng Xiaoting  |  |     |
| DF                          | 28 | Kim Young-Gwon |  |     |
| DF                          | 32 | Sun Xiang      |  | 87’ |
| MF                          | 10 | Zheng Zhi (c)  |  |     |
| MF                          | 15 | Darío Conca    |  |     |
| MF                          | 16 | Huang Bowen    |  |     |
| FW                          | 9  | Elkeson        |  |     |
| FW                          | 11 | Muriqui        |  |     |
| FW                          | 29 | Gao Lin        |  | 75’ |
| Sostituzioni                |    |                |  |     |
| GK                          | 22 | Li Shuai       |  |     |
| DF                          | 4  | Zhao Peng      |  |     |
| DF                          | 33 | Rong Hao       |  | 75’ |
| MF                          | 7  | Feng Junyan    |  |     |
| MF                          | 8  | Qin Sheng      |  |     |
| MF                          | 37 | Zhao Xuri      |  | 87’ |
| FW                          | 30 | Yang Chaosheng |  |     |
| Allenatore                  |    |                |  |     |
| Marcello Lippi              |    |                |  |     |

| AFC Man of the Match: Dejan Damjanović (FC Seoul) Fans' Man of the Match: Sergio Escudero (FC Seoul) Assistenti arbitrali: Abduxamidullo Rasulov Bahadir Kuchkarov Quarto uomo: Valentin Kovalenko |

#### Ritorno
| Arbitro: | Nawaf Shukralla |

|             |           |                |
| Elkeson 58’ | Marcatori | 63’ Damjanović |

| Guangzhou Evergrande | FC Seoul |

| Guangzhou Evergrande:4–3–3 |    |                |  |     |
|                            |    |                |  |     |
| GK                         | 19 | Zeng Cheng     |  |     |
| DF                         | 5  | Zhang Linpeng  |  |     |
| DF                         | 6  | Feng Xiaoting  |  |     |
| DF                         | 28 | Kim Young-Gwon |  |     |
| DF                         | 32 | Sun Xiang      |  |     |
| MF                         | 10 | Zheng Zhi (c)  |  |     |
| MF                         | 16 | Huang Bowen    |  |     |
| MF                         | 37 | Zhao Xuri      |  | 67’ |
| FW                         | 9  | Elkeson        |  |     |
| FW                         | 11 | Muriqui        |  | 90’ |
| FW                         | 15 | Darío Conca    |  |     |
| Sostituzioni               |    |                |  |     |
| GK                         | 22 | Li Shuai       |  |     |
| DF                         | 4  | Zhao Peng      |  |     |
| DF                         | 33 | Rong Hao       |  |     |
| MF                         | 7  | Feng Junyan    |  |     |
| MF                         | 8  | Qin Sheng      |  | 90’ |
| MF                         | 14 | Feng Renliang  |  |     |
| FW                         | 29 | Gao Lin        |  | 67’ |
| Manager                    |    |                |  |     |
| Marcello Lippi             |    |                |  |     |

| FC Seoul: 4-4-2 |    |                    |  |     |
|                 |    |                    |  |     |
| GK              | 1  | Kim Yong-Dae       |  |     |
| DF              | 4  | Kim Ju-Young       |  |     |
| DF              | 5  | Cha Du-Ri          |  |     |
| DF              | 6  | Kim Jin-Kyu        |  |     |
| DF              | 8  | Adilson dos Santos |  |     |
| MF              | 11 | Mauricio Molina    |  |     |
| MF              | 16 | Ha Dae-Sung (c)    |  | 84’ |
| MF              | 21 | Ko Yo-Han          |  | 46’ |
| MF              | 22 | Koh Myong-Jin      |  |     |
| FW              | 9  | Sergio Escudero    |  |     |
| FW              | 10 | Dejan Damjanović   |  |     |
| Sostituzioni    |    |                    |  |     |
| GK              | 31 | Yu Sang-Hun        |  |     |
| DF              | 2  | Choi Hyo-Jin       |  |     |
| DF              | 7  | Kim Chi-Woo        |  |     |
| MF              | 17 | Choi Hyun-Tae      |  | 84’ |
| MF              | 24 | Yun Il-Lok         |  | 46’ |
| MF              | 33 | Choi Tae-Uk        |  |     |
| FW              | 14 | Park Hee-Seong     |  |     |
| Manager         |    |                    |  |     |
| Choi Yong-soo   |    |                    |  |     |

AFC Man of the Match:

 Darío Conca (Guangzhou Evergrande)

Fans' Man of the Match:

 Zheng Zhi (Guangzhou Evergrande)
| Assistenti arbitrali: Yasser Tulefat Ebrahim Sabt Saleh Quarto uomo: Ali Al-Samah |

## Classifica marcatori
| Gol |  |  | Giocatore           | Squadra              |
| --- |  |  | ------------------- | -------------------- |
| 13  |  |  | Muriqui             | Guangzhou Evergrande |
| 8   |  |  | Darío Conca         | Guangzhou Evergrande |
| 7   |  |  | Wagner Ribeiro      | Al-Jaish             |
| 7   |  |  | Dejan Damjanović    | FC Seoul             |
| 6   |  |  | Masato Kudō         | Kashiwa Reysol       |
| 6   |  |  | Elkeson             | Guangzhou Evergrande |
| 4   |  |  | Yun Il-Lok          | FC Seoul             |
| 4   |  |  | Djibril Cissé       | Al-Gharafa           |
| 4   |  |  | Youssef Msakni      | Lekhwiya             |
| 4   |  |  | Sebastián Soria     | Lekhwiya             |
| 4   |  |  | Mustafa Al-Bassas   | Al-Ahli              |
| 4   |  |  | Amad Al Hosni       | Al-Ahli              |
| 4   |  |  | Sebastián Tagliabúe | Al-Shabab            |
| 4   |  |  | Edgar da Silva      | Al Shabab Dubai      |